# Horace Brown (atleet)
	Horace Hallock Brown (Madison, 30 maart 1898 – Houston, 25 december 1983), was een Amerikaanse atleet.

## Biografie
Brown nam eenmaal deel aan de 1920 en won met het 3.000 m team de gouden medaille. Op de 5000 meter viel Brown uit.

## Persoonlijke records
| Onderdeel | Prestatie | Jaar |
| --------- | --------- | ---- |
| 2 mijl    | 9.51,4    | 1920 |
| 5000m     | 15.15,2   | 1920 |

## Palmares

### 3.000 m team
- 1920:  OS - 10 punten

### 5.000 m
- 1920: - OS - uitgevallen

1912: Tell Berna, George Bonhag, Abel Kiviat, Louis Scott, Norman Taber ·
1920: Horace Brown, Michael Devaney, Ivan Dresser, Arlie Schardt, Lawrence Shields ·
1924: Elias Katz, Frej Liewendahl, Paavo Nurmi, Ville Ritola, Eino Seppälä, Sameli Tala
- Bibliothèque nationale de France: cb16635468k (data)
- International Standard Name Identifier: 0000 0004 5098 7317
- Virtual International Authority File: 316737916